# Sierra de Teruel
Sierra de Teruel (Französischer Titel: Espoir, Sierra de Teruel; Deutscher Titel: Hoffnung) ist ein spanisch-französischer Film über den Spanischen Bürgerkrieg aus dem Jahr 1938/39. Regie führte neben dem Filmemacher Boris Peskine der französische Schriftsteller und Politiker André Malraux (es blieb seine einzige Regie-Arbeit), assistiert von u. a. Denis Marion und Max Aub. Das Drehbuch des Films basiert auf Malraux’ Roman L'Espoir.
Der im Auftrag des Ministeriums für Propaganda der Spanischen Republik produzierte Film stellt ein wertvolles historisches Dokument über den Spanischen Bürgerkrieg dar, das den Krieg aus republikanischer Sicht beschreibt. Trotz der propagandistischen Mittel, derer sich der Film bedient, wird darin durchaus Wert auf eine realistische Darstellung der Kriegsbedingungen gelegt, unter denen die Republikaner zu kämpfen hatten; bspw. wird ihre unzureichende Bewaffnung und Ausstattung gezeigt, wie republikanische Flugzeuge im Hangar ohne Triebwerke.
Während der Zeit des Franquismus war die Aufführung des Films in Spanien verboten, erst Ende der 1970er Jahre konnte der Film dort aufgeführt werden.

## Handlung
Der in schwarz-weiß gedrehte Film (Ausstattung Vicente Petit) erzählt eine Episode aus dem Spanischen Bürgerkrieg. Er zeigt die Anstrengungen und Entschlossenheit eines republikanischen Kommandos, das den Vormarsch der nationalistischen Truppen aufzuhalten versucht. Zu diesem Zweck soll eine Brücke auf der Straße von Teruel nach Saragossa mit einem Flugzeug bombardiert und zum Einsturz gebracht werden. Im Kampf Seite an Seite mit der lokalen Bevölkerung gelingt es schließlich, die Brücke zu zerstören.

## Hintergrund
Der Vertrieb des erst im Juli 1939 fertiggestellten Films (der Spanische Bürgerkrieg war im März 1939 für die Republikaner verloren gegangen) wurde von der französischen Regierung in Frankreich verboten. Nach der deutschen Besetzung Frankreichs im Mai 1940 wurde der Film dann von den deutschen Besatzungstruppen beschlagnahmt und die Negative des Films vernichtet. Allerdings gelang es Mitarbeitern der Pathé-Studios, eine Kopie vor dem Zugriff der Besatzungsmacht zu bewahren. Im Jahr 1945 wurde diese Kopie wiederentdeckt und dazu benutzt, neue Kopien des Films anzufertigen. Darüber hinaus gelang es Malraux mit Hilfe seines Agenten Varian Fry, dem amerikanischen Konsulat in Vichy-Frankreich eine weitere Filmkopie zukommen zu lassen. Diese traf am 2. Juni 1942 in den USA ein und wurde in einer Bibliothek für spanische Filme archiviert. Erst 1984 wurde sie wiederentdeckt. Dabei stellte sich heraus, dass es sich offenbar um die originalgetreueste Filmversion handelt.
Eine 1961 erstmals in der ARD gezeigte, 76 Minuten lange Fassung des Films trug den Titel Hoffnung.